# Peplonia bradeana
Peplonia bradeana är en oleanderväxtart som först beskrevs av Fontella och E.A.Schwarz, och fick sitt nu gällande namn av Fontella och Rapini. Peplonia bradeana ingår i släktet Peplonia och familjen oleanderväxter. Inga underarter finns listade i Catalogue of Life.